# Monacos Grand Prix 2017
Monacos Grand Prix 2017, officiellt Formula 1 Grand Prix de Monaco 2017, var ett Formel 1-lopp som hölls den 28 maj 2017 på Circuit de Monaco i Monaco. Det var den sjätte deltävlingen av Formel 1-säsongen 2017 och kördes över 78 varv. Vinnare av loppet blev Sebastian Vettel för Ferrari, tvåa blev Kimi Räikkönen för Ferrari, och trea blev Daniel Ricciardo för Red Bull Racing.